# Wolfram Rieger
Wolfram Rieger (* in Waldsassen) ist ein deutscher Pianist. 

## Werdegang
Er stammt aus Waldsassen in der Oberpfalz und wurde als Liedbegleiter von Sängerinnen und Sängern wie Brigitte Fassbaender, Barbara Bonney, Thomas Hampson, Anja Harteros und anderen bekannt. 
Ersten Klavierunterricht erhielt er in seinem Elternhaus, später bei Konrad Pfeiffer in Regensburg. Rieger studierte an der Münchner Musikhochschule Schulmusik und in den Liedklassen von Erik Werba und Helmut Deutsch. Wolfram Rieger hält zahlreiche Kurse zur Liedinterpretation und hat seit 1997 eine Professur an der Hochschule für Musik „Hanns Eisler“ Berlin.
Wichtige Stationen seiner Konzerttätigkeit waren unter anderem der Wiener Musikverein, das Concertgebouw Amsterdam, die Alte Oper in Frankfurt, die Carnegie Hall in New York sowie die Salzburger Festspiele.

## Preise
2017: Hugo-Wolf-Medaille mit Thomas Hampson